# Sylver
Sylver е белгийска денс група, добре известна с песента си “Turn the Tide”, превърнала се в хит в цяла Европа. Членовете са вокалистката Силви де Бие (р. 1981) и кийбордистът и композитор на песните им Уоутър ван Десел (р. 1974) – добре известен DJ. Продуцент е и Реджи Пенкстен (Milk Inc).
Като допълнение към синтезаторите и електронният саунд Sylver използват китара, пиано и перкусии.

## История
През 2001 г. Sylver покоряват класациите в Германия с албума си “Chances”, включващ хита “Turn the Tide”. Моментално сингълът попада под № 8 в класациите и осем седмици се задържа под № 2 (пред песента е единствено “Whole Again” на Atomik Kiten), като се задържа в класацията 12 седмици. Месец след това първият им албум дебютира в официалния Топ 100 за албуми под № 16 и се задържа в класацията 49 седмици.
Следващият им албум излиза през 2003 и се казва “Little Things”. Въпреки успеха на отделни песни като Livin' My Life и Why Worry, албумът не успява да повтори успеха на предишния.
На 2 ноември 2004 излиза третият им албум “Nighttime Calls”, а първият сингъл от него, “Love is an Angel”, попада моментално след излизането си на 20 септември в Топ 10 на Белгия.
Последният им сингъл е “Lay All Your Love On Me”, който е кавър на АББА, от албума Crossroads.

## Дискография

### Албуми
- Chances (2000)
- Little Things (2003)
- Nighttime Calls (2004)
- Crossroads (2006)
- The Best Of (2000-2007)
- Sacrifice (2009)

### Сингли
- Turn The Tide (2000)
- Skin (2001)
- Forgiven (2001)
- Forever In Love (2002)
- In Your Eyes (2002)
- Livin' My Life (2003)
- Why Worry (2004)
- Shallow Waters (2004)
- Wild Horses
- Love Is An Angel (2004)
- Make It
- Take Me Back
- Lay All Your Love On Me (2006)
- One Night Stand
- Why
- The One (2007)
- One World One Dream (2008)
- Rise Again
- I Hate You Now (2009)
- One World One Dream (2009)
- Music (2009)
- Foreign Affair (2010)
- Turn The Tide (2010)